# Équipe de Lettonie féminine de volley-ball
L'équipe de Lettonie féminine de volley-ball est composée des meilleures joueuses lettones sélectionnées par la Fédération lettone de volley-ball (en letton : Latvijas Volejbola Federâcija). Elle est actuellement classée au 56e rang de la Fédération internationale de volley-ball au 16 juillet 2022.

## Histoire
Après la dislocation de l'URSS menant à l'indépendance du pays, la sélection participe en 1993 pour la première fois à un Championnat d'Europe où elle termine 9e. Elle dispute également les deux éditions suivantes en 1995 et 1997, années de ses dernières apparitions en compétition majeure.

## Palmarès et parcours

### Palmarès
Néant

### Parcours

#### Championnat d'Europe
| - 1993 : 9e - 1995 : 11e - 1997 : 8e - 1999 : non qualifiée - 2001 : non qualifiée - 2003 : non qualifiée - 2005 : non qualifiée - 2007 : non qualifiée - 2009 : non qualifiée - 2011 : non qualifiée | - 2013 : non qualifiée - 2015 : non qualifiée - 2017 : non qualifiée - 2019 : non qualifiée - 2021 : non qualifiée - 2023 : |